# Elektrownia Samina
Elektrownia wodna Samina (niem. Wasserkraftwerk Samina) – szczytowo-pompowa elektrownia wodna w Liechtensteinie, w Vaduz o największej mocy w Księstwie. Jedna z dwunastu elektrowni wodnych na terenie kraju zarządzanych przez Liechtensteinische Kraftwerke.

## Historia
Budowa drugiej po Lawenie elektrowni wodnej w Liechtensteinie była postulowana jeszcze w przed II wojną światową, jednak pierwsze poważne kroki w kierunku tej inwestycji postawiono w 1943 roku, kiedy Landtag powołał specjalną komisję, która miała się zająć projektem. 24 kwietnia 1947 roku parlament zatwierdził pożyczkę wysokości 7,5 mln franków szwajcarskich na budowę elektrowni Samina. W czerwcu tego samego roku inwestycję poparli mieszkańcy Księstwa we wiążącym referendum. W 1947 roku rozpoczęła się budowa zbiornika retencyjnego na rzece Saminie – Stausee Steg na wysokości 1296 m n.p.m., wraz z poprzedzającym go stawem sedymentacyjnym Gänglesee. 785 metrów niżej powstała główna maszynownia z dwoma generatorami o łącznej mocy 3200 kW. Elektrownia rozpoczęła działalność 1 grudnia 1949 roku.
W latach 2011–2015 elektrownia Samina została przekształcona w elektrownię szczytowo-pompową, czego przyczyną było zwiększające się zapotrzebowanie na energię elektryczną.

## Mechanizm działania
Elektrownia Samina jest elektrownią szczytowo-pompową. Woda ze zbiornika Stausee Steg (1296 m n.p.m.) jest spuszczana wodociągiem do komory wyrównawczej w Masescha, a następnie do maszynowni w Vaduz (457 m n.p.m.). Woda spływając nabiera energii, która następnie jest przetwarzana w dwóch turbinach Peltona o łącznej mocy 14 MW. Woda jest magazynowana w podziemnym zbiorniku. W czasie kiedy zapotrzebowanie na energię elektryczną jest niewielkie, woda jest z powrotem pompowana do zbiornika w Steg przy pomocy pomp o mocy 5 MW.